# Litteraturåret 1903

## Priser och utmärkelser
- Nobelpriset – Bjørnstjerne Bjørnson, Norge[1]
- Kungliga priset – Edvard Lidforss
- Letterstedtska priset för översättningar – Hjalmar Edgren för hans tolkningar av Tennysons dikter och Karl August Hagberg för översättningen av Echegarays drama Den store Galeotto

## Nya böcker

### A – G
- Arabesker av Sigurd Agrell (debut)
- Avgrunden av Jack London
- Elegier av Vilhelm Ekelund
- Ensam av August Strindberg
- Främlingarna av Hjalmar Söderberg

### H – N
- Läsning för barn av Ottilia Adelborg (även 1902)
- Marionetterna av Bo Bergman
- Nils Dobblare av Gustaf Janson

### O – Ö
- Patty och Priscilla av Jean Webster
- Samlade dikter (utgavs 1903–04) av Carl Snoilsky
- Skriet från vildmarken av Jack London
- Svenska gestalter (essäer) av Oscar Levertin
- Susanne av Amanda Kerfstedt
- The Ambassadors av Henry James
- Tipp av Amanda Kerfstedt
- Ulfvungerne av Jonas Lie

## Födda
- 12 januari – John Karlzén, svensk författare och översättare.
- 30 januari – Gösta Hammarlund, norsk tecknare och journalist.
- 13 februari – Georges Simenon, fransk deckarförfattare.
- 21 februari – Anaïs Nin, fransk-amerikansk författare.
- 20 april – Dagmar Edqvist, svensk författare.
- 16 maj – A Gunnar Bergman, svensk författare och journalist.
- 18 juni – Raymond Radiguet, fransk författare.
- 23 juni – Birgit Th Sparre, svensk författare.
- 25 juni – George Orwell, brittisk författare.
- 14 augusti – Eduardo Mallea, argentinsk författare.
- 8 september – Sven Barthel, svensk författare, journalist, teaterkritiker och översättare.
- 29 september – Gunnar Falkås, svensk författare.
- 28 oktober – Evelyn Waugh, brittisk författare.
- 19 november – Ulrika Widmark, svensk barnboksförfattare och översättare.

## Avlidna
- 26 april – Malwida von Meysenbug, 86, tysk författare.
- 26 juli – Lina Sandell, 70, svensk diktare, teolog, författare och psalmförfattare.
- 26 oktober – Maurice Rollinat, 56, fransk poet.
- 1 november – Theodor Mommsen, 85, tysk historiker, nobelpristagare i litteratur 1902.
- 5 december – Emil von Qvanten, 76, finlandssvensk skald och publicist.
- 9 december – Hjalmar Edgren, 63, svensk översättare, författare, lingvist och lexikograf.

### Fotnoter
1. ↑  ”Nobelpriset i litteratur”. https://www.nobelprize.org/prizes/lists/all-nobel-prizes-in-literature/. Läst 20 mars 2011.